# Chăm sóc giảm nhẹ
Chăm sóc giảm nhẹ là phương pháp tiếp cận đa ngành để chăm sóc y tế chuyên khoa và chăm sóc điều dưỡng cho những người bị các bệnh mà giới hạn tuổi thọ. Nó tập trung vào việc giúp đỡ cho người bệnh giảm bớt các triệu chứng, đau đớn, căng thẳng về thể chất và căng thẳng tinh thần khi bị chẩn đoán mắc bệnh y khoa không chữa được. Mục tiêu của liệu pháp này là nâng cao chất lượng cuộc sống cho cả người bệnh và gia đình họ.
Chăm sóc giảm nhẹ được cung cấp bởi một nhóm bác sĩ, y tá, chuyên viên vật lý trị liệu (phyiotherapist), chuyên viên trị liệu cơ năng (occupational therapist) và các chuyên gia y tế khác cùng làm việc với bác sĩ chăm sóc chính và các bác sĩ chuyên ngành (hoặc, cho các bệnh nhân mà không có những người đó, các nhân viên y tế an dưỡng cuối đời). Nó phù hợp ở mọi lứa tuổi và ở bất kỳ giai đoạn nào trong một căn bệnh nghiêm trọng và có thể được cung cấp như là mục tiêu chính của việc chăm sóc hoặc cùng với điều trị chữa bệnh. Mặc dù nó là một phần quan trọng của việc chăm sóc cuối cùng của cuộc đời, nhưng nó không giới hạn ở giai đoạn đó. Chăm sóc giảm nhẹ có thể được cung cấp trong nhiều môi trường, bao gồm trong các bệnh viện, tại nhà của bệnh nhân, như một phần của các chương trình chăm sóc giảm nhẹ ở cộng đồng, và các cơ sở điều dưỡng có tay nghề cao. Các nhóm chăm sóc giảm nhẹ liên ngành làm việc với bệnh nhân và gia đình của họ để làm rõ các mục tiêu chăm sóc và cung cấp sự hỗ trợ về việc đối phó với triệu chứng, hỗ trợ tinh thần-xã hội và tâm linh.
Các bác sĩ đôi khi sử dụng thuật ngữ "chăm sóc giảm nhẹ" theo ý nghĩa liệu pháp giảm nhẹ mà không có mục đích chữa bệnh, khi không thể chữa trị được (thường xảy ra ở những bệnh ung thư giai đoạn cuối). Ví dụ, ung bướu có thể tiếp tục được cắt bỏ để làm giảm đau ngay cả khi nó không còn chữa bệnh được nữa. Cách sử dụng rõ ràng hơn là dùng thuật ngữ "liệu pháp giảm nhẹ, không điều trị" khi việc đó có ý nghĩa nêu trên, bởi vì liệu pháp chăm sóc giảm nhẹ có thể được sử dụng cùng với các liệu pháp chữa bệnh.
Các loại thuốc và cách điều trị được cho là có tác dụng giảm nhẹ nếu chúng làm giảm các triệu chứng mà không có tác dụng chữa bệnh đối với bệnh tình hoặc nguyên nhân gây ra. Điều này có thể bao gồm điều trị chứng buồn nôn liên quan đến hóa trị liệu hoặc một cái gì đó đơn giản như morphine để điều trị đau đớn do chân bị gẫy hoặc ibuprofen để điều trị đau liên quan đến nhiễm cúm. Mặc dù khái niệm chăm sóc giảm nhẹ không phải là mới, hầu hết các bác sĩ đều tập trung vào nỗ lực chữa trị cho người bệnh.